# Nadija-DJuSSz Hrebinka
Nadija-DJuSSz Hrebinka (ukr. ЖФК «Надія»-ДЮСШ Гребінка) – ukraiński klub futsalu kobiet, mający siedzibę w mieście Hrebinka, obwodu połtawskiego, w środkowej części kraju, grający w latach 2007–2009 i 2013–2015 w rozgrywkach futsalowej Wyższej Ligi.

## Historia
Chronologia nazw:
- 2001: ŻFK Nadija-DJuSSz Hrebinka (ukr. ЖФК «Надія»-ДЮСШ Гребінка)

Klub futsalu Nadija-DJuSSz został założony w Łymanie 10 lipca 2001 roku jako Sportowa Szkoła Dzieci i Młodzieży. Początkowo zespół uczestniczył w turniejach juniorskich. W sezonie 2007/08 drużyna zgłosiła się do rozgrywek futsalowej Wyższej Ligi kobiet, zajmując szóste miejsce. W następnym sezonie 2008/09 zespół ponownie startował na najwyższym poziomie. Po czterech latach przerwy, w sezonie 2013/14 ponownie startował w Wyższej lidze, gdzie był ósmym W sezonie 2014/15 został sklasyfikowany na ostatniej siódmej pozycji. Ale potem zrezygnował z dalszych występów w mistrzostwach i występowała w turniejach juniorskich.

## Barwy klubowe, strój, herb, hymn
|  |  |

Klub ma barwy biało-niebieskie. Piłkarki domowe spotkania zazwyczaj grają w błękitnych koszulkach, niebieskich spodenkach oraz błękitnych getrach.

## Sukcesy

### Trofea międzynarodowe
Nie uczestniczył w rozgrywkach europejskich (stan na 31-05-2021).

### Trofea krajowe
| \| \| Zdobyte trofea w rozgrywkach Ukrainy (stan na: 31-05-2021) \| |                                                            |      |          |
| Rozgrywki                                                           | Osiągnięcie                                                | Razy | Sezon(y) |
| · Mistrzostwo                                                       | I miejsce                                                  | 0    |          |
| · Mistrzostwo                                                       | II miejsce                                                 | 0    |          |
| · Mistrzostwo                                                       | III miejsce                                                | 0    |          |
| · Mistrzostwo                                                       | 6.miejsce                                                  | 1    | 2007/08  |
| Puchar                                                              | zdobywca                                                   | 0    |          |
| Puchar                                                              | finalista                                                  | 0    |          |
| II liga                                                             | I miejsce                                                  | 0    |          |
| II liga                                                             | II miejsce                                                 | 0    |          |
| II liga                                                             | III miejsce                                                | 0    |          |
| Ukraina                                                             | Zdobyte trofea w rozgrywkach Ukrainy (stan na: 31-05-2021) |      |          |

## Poszczególne sezony

### Rozgrywki międzynarodowe

#### Europejskie puchary
Nie uczestniczył w rozgrywkach europejskich (stan na 31-05-2021).

### Rozgrywki krajowe
| \| \| Bilans występów klubu w rozgrywkach Ukrainy (Stan na 31 maja 2021 r.) \| |                                                                       |        |       |   |   |   |    |    |     |                      |        |        |      |
| Poziom                                                                         | Rozgrywki                                                             | Sezony | Mecze | Z | R | P | B+ | B– | Pkt | Lata                 | Awanse | Spadki | Naj. |
| I                                                                              | Wyszcza liha                                                          | 4      |       |   |   |   |    |    |     | 2007–2009, 2013–2015 | 0      | 0      | 6    |
| II                                                                             | Persza liha                                                           | 0      |       |   |   |   |    |    |     |                      | 0      | 0      |      |
|                                                                                | Puchar Ukrainy                                                        | ?      |       |   |   |   |    |    |     | 2007–2009, 2013–2015 | 0      | 0      |      |
| Ukraina                                                                        | Bilans występów klubu w rozgrywkach Ukrainy (Stan na 31 maja 2021 r.) |        |       |   |   |   |    |    |     |                      |        |        |      |

## Struktura klubu

### Hala
Drużyna rozgrywa swoje mecze w Hali SK m.Hrebinka, znajdującej się przy povul. Sportowyj w Hrebince.

### Inne sekcje
Klub oprócz głównej drużyny prowadzi drużynę młodzieżowe oraz dla dzieci, grające w turniejach miejskich.

### Derby
- PZMS Połtawa